# Joseph de Maistre
O Conde Joseph-Marie de Maistre (Saboia, 1 de abril de 1753 – Turim, 26 de fevereiro de 1821) foi um escritor, filósofo, diplomata e magistrado. Foi um dos proponentes mais influentes do pensamento contrarrevolucionário ultramontanista no período imediatamente seguinte à Revolução Francesa de 1789.
Ele é um dos pais da filosofia contra-revolucionária e um dos mais importantes críticos das ideias iluministas. Ele considerava que a Revolução Francesa representou um crime contra a ordem natural, e defendia o retorno a uma monarquia absoluta. Ele é uma influência muito importante para parte do pensamento conservador desde o século XVIII. Apesar do seu viés conservador, o pensamento de Maistre foi reconhecido como importante mesmo por socialistas utópicos, revolucionários e liberais, seus oponentes ideológicos.

## Ideias
Era a favor da restauração do Reino da França, que ele via como uma instituição de inspiração divina. Argumentava também a favor da suprema autoridade do Papa, quer em matérias religiosas como também em matérias políticas.
De acordo com Joseph de Maistre, apenas os governos baseados na constituição cristã, implícita nos costumes e instituições de todas as sociedades europeias, mas especialmente nas monarquias católicas europeias, poderiam evitar as desordens e as matanças que se seguem à implementação de programas políticos racionalistas, tais como a então recente Revolução Francesa. Defensor entusiasta da autoridade estabelecida, que a revolução pretendia destruir, defendeu-a em todos os domínios: no Estado, enaltecendo a monarquia; na Igreja, enaltecendo os privilégios do papado; e no mundo, glorificando a providência divina.
É o autor da célebre frase “Toute nation a le gouvernement qu'elle mérite”  (“Toda nação tem o governo que merece”).
Apesar dos seus laços pessoais e intelectuais com França, Maistre foi cidadão do Reino da Sardenha, serviu como membro do Senado da Saboia (1787–1792), embaixador no Império Russo (1803–1817) e ministro de estado na corte em Turim (1817–1821).

## Influência e Legado
Juntamente com o estadista e filósofo anglo-irlandês Edmund Burke, Maistre é comumente considerado um dos fundadores do conservadorismo, mas desde o século XIX a concepção autoritária do conservadorismo “trono e altar” de Maistre declinou em influência em comparação à complexidade e maior envergadura do conservadorismo mais liberal de Burke. No entanto, as habilidades de Maistre como escritor e polemista garantiram a sua influência em diversos domínios para além da política.
Por exemplo, em relação a sua prosa, a Enciclopédia Católica de 1910 descreve o seu estilo de escrita como “forte, animado, pitoresco” e que a sua “animação e bom humor” temperam o seu tom dogmático. Ele possui uma facilidade maravilhosa na exposição, precisão da doutrina, amplitude de aprendizado e poder dialético. Apesar de adversário político, Alphonse de Lamartine admirava o esplendor da sua prosa. George Saintsbury e Charles Baudelaire também admiravam a prosa de Joseph de Maistre, este último chegou a alegar que de Maistre havia-lhe ensinado a pensar.
No âmbito propriamente político, Maistre exerceu uma poderosa influência sobre o pensador político espanhol Juan Donoso Cortés e mais tarde sobre o monarquista francês Charles Maurras e o seu movimento político Action Française. A sua influência também pode ser vista em alguns socialistas utópicos, e sobretudo sobre a escola perenialista de René Guénon, leitor assumido de Joseph de Maistre.
Além disso, os primeiros sociólogos como Auguste Comte e Henri de Saint-Simon reconheceram explicitamente a influência de Maistre nos seus próprios pensamentos sobre as fontes de coesão social e autoridade política.

## Publicações
- Nobilis Ioseph Maistre Camberiensis ad i.u. lauream anno 1772. die 29. Aprilis hora 5. pomeridiana Arquivado em 27 abril 2017 no Wayback Machine (Turim, 1772) – tese do decreto de Joseph de Maistre, mantida na Biblioteca Nacional da Universidade de Torino.
- Éloge de Victor-Amédée III (Chambéry, 1775)
- Lettres d'un royaliste savoisien à ses compatriotes (1793)
- Étude sur la souveraineté (1794)
- De l'État de nature, ou Examen d'un écrit de Jean-Jacques Rousseau (1795)
- Considérations sur la France (Londres [Basel], 1796)
- Intorno allo stato del Piemonte rispetto alla carta moneta (Turn, Aosta, Veneza, 1797–1799)
- Essai sur le Principe Générateur des Constitutions Politiques, 1814, [1a. Pub. 1809]
- Du Pape, Tome Second, 1819.
- De l'Église Gallicane, ed. Rodolphe de Maistre, 1821.
- Les Soirées de Saint-Pétersbourg ou Entretiens sur le Gouvernement Temporel de la Providence, Tome Second, ed. Rodolphe de Maistre, 1821.
- Lettres à un Gentilhomme Russe sur l'Inquisition Espagnole, ed. Rodolphe de Maistre, 1822.
- Examen de la Philosophie de Bacon, ou: l'on Traite Différentes Questions de Philosophie Rationnelle, Tome Second, ed. Rodolphe de Maistre, 1836.
- Lettres et Opuscules Inédits du Comte Joseph de Maistre, Tome Second, ed. Rodolphe de Maistre, Paris, 1853.
- Mémoires Politiques et Correspondance Diplomatique, ed. Albert Blanc, Paris, 1859.

Traduções em inglês
- Memoir on the Union of Savoy and Switzerland, 1795.
- Essay on the Generative Principle of Political Constitutions, 1847.
- The Pope: Considered in His Relations with the Church, Temporal Sovereignties, Separated Churches and the Cause of Civilization, 1850.
- Letters on the Spanish Inquisition, 1838.
- Menczer, Béla, 1962. Catholic Political Thought, 1789–1848, University of Notre Dame Press.
  - "Human and Divine Nomenclature", pp. 61–66.
  - "War, Peace, and Social Order", pp. 66–69.
  - "On Sophistry and Tyranny", pp. 69–71.
  - "Russia and the Christian West", pp. 72–76.
- Lively, Jack. ed. The Works of Joseph de Maistre, Macmillan, 1965 (ISBN 978-0805203042).
- Richard Lebrun, ed. Works of Joseph de Maistre:
  - The Pope, Howard Fertig, 1975 (ISBN 978-1296620059)
  - St. Petersburg Dialogues, McGill-Queen's University Press, 1993 (ISBN 978-0773509825)
  - Considerations on France, McGill-Queen's University Press, 1974 e Cambridge University Press, 1994 (ISBN 978-0773501829)
  - Against Rousseau: "On the State of Nature" and "On the Sovereignty of the People", McGill-Queen's University Press, 1996 (ISBN 978-0773514157)
  - Examination of the Philosophy of Bacon, McGill-Queen's University Press, 1998 (ISBN 978-0773517271)
- Blum, Christopher Olaf (editor and translator). Critics of the Enlightenment, ISI Books, 2004 (ISBN 978-1932236132)
  - 1798, "Reflections on Protestantism in its Relations to Sovereignty", pp. 133–56.
  - 1819, "On the Pope", pp. 157–96.
- Lively, Jack. ed. The Generative Principle of Political Constitutions: Studies on Sovereignty, Religion, and Enlightenment, Transaction Publishers, 2011 (ISBN 978-1412842655)
- Blum, Christopher O., editor e tradutor. Critics of the Enlightenment, Cluny Media, 2020 (ISBN 978-1952826160)
  - 1797, "Considerations on France" (trecho das duas primeiras seções), pp. 75–90.
  - 1819, "On the Pope", pp. 91–100.

- Major Works, Volume I, Imperium Press, 2021.